# Bezirksamt Möhringen
Das Bezirksamt Möhringen war eine von 1824 bis 1844 bestehende Verwaltungseinheit im Südosten des Großherzogtums Baden.

## Geographie
Das Bezirksamt lag im Bereich der südwestlichen Schwäbischen Alb, beiderseits der oberen Donau. Auch der Unterlauf der in sie mündenden Aitrach gehörte hierzu. Im Nordosten verlief die Grenze zum Königreich Württemberg mit dem Oberamt Tuttlingen auf der gegenüberliegenden Seite.

## Wirtschaft
1843 wurde neben der Landwirtschaft die Existenz mehrerer ergiebiger Steinbrüche hervorgehoben. In Immendingen bestanden eine Maschinenfabrik, in Geisingen mehrere Erzwäschen.

## Geschichte

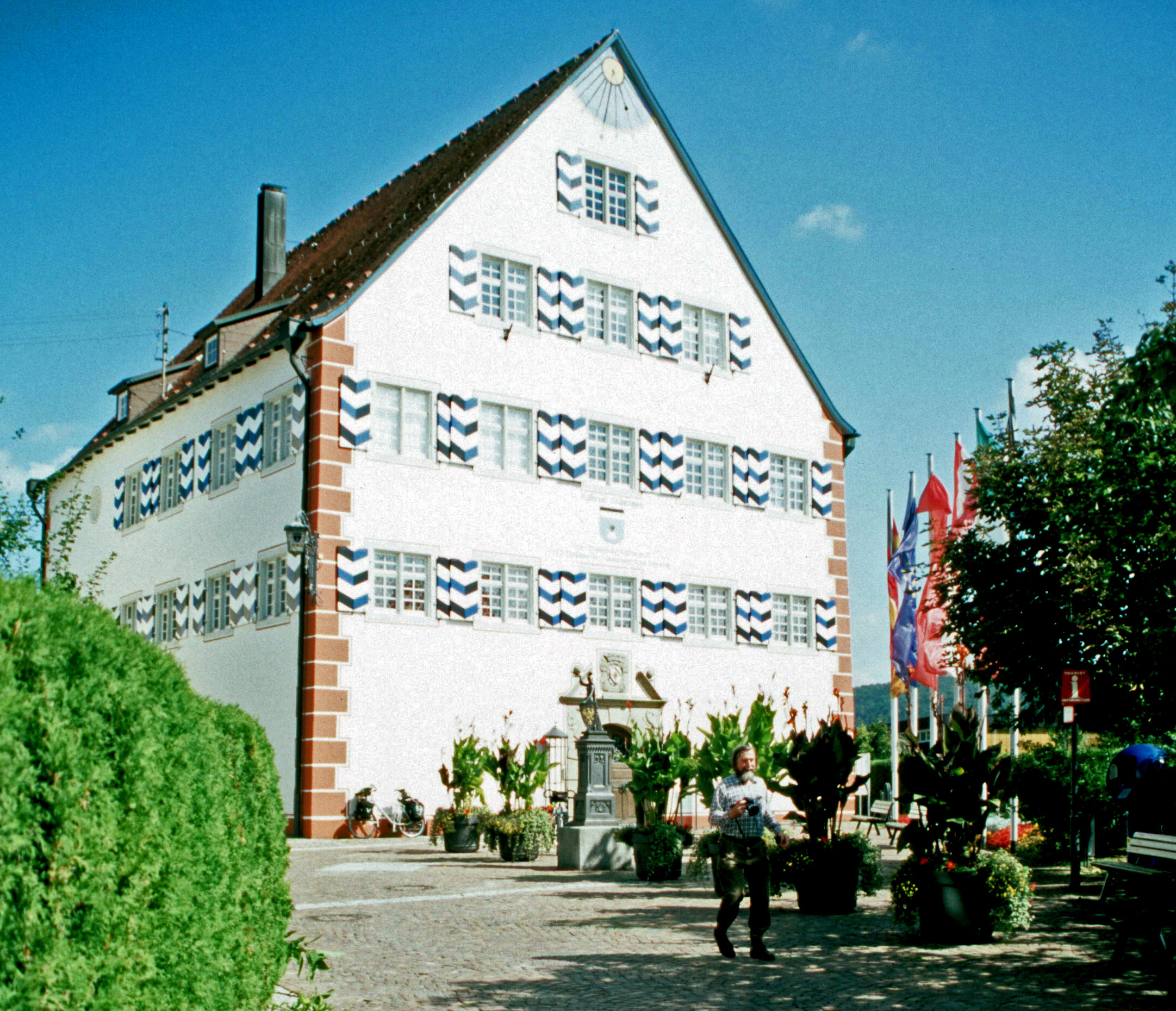
Sitz der Verwaltung und späteres Rathaus

### Historischer Hintergrund
Das Bezirksamt hatte seine historischen Wurzeln in der im hohen Mittelalter entstandenen Herrschaft Möhringen, die zwischen 1520 und 1625 in mehreren Schritten zum Haus Fürstenberg gekommen war. 
Als Teil des Fürstentums Fürstenberg entstand aus ihr das Obervogteiamt Möhringen, dem auch noch weitere Erwerbungen zugeordnet wurden. Mit der Rheinbundakte von 1806 wurde Fürstenberg mediatisiert, ihr Fürstentum zum größten Teil der badischen Landeshoheit unterstellt. Dort wurde 1807 das standesherrschaftliche Amt Möhringen errichtet. Nachdem die Aufhebung der Patrimonialgerichtsbarkeit 1813 eine einheitliche Zuständigkeit der Verwaltungsbehörden ermöglicht hatte, wurde es aufgelöst, seine Orte dem Bezirksamt Engen zugeteilt.

### Nach der Gründung
Da 1824 dem Haus Fürstenberg erneut die Zuständigkeit für die Rechtsprechung auf der unteren Ebene (die bis 1857 bei den Ämtern lag) zuerkannt worden war, wurde das frühere Amt, vergrößert um mehrere Orte des Amtes Hüfingen, wiederhergestellt. Das hier ebenfalls angeführte Immendingen hatte als grundherrschaftlicher Ort einen Sonderstatus inne. In der Folge firmierte das Amt nun als gemeinsames großherzoglich-badisches und fürstlich-fürstenbergisches Bezirksamt.
1844 wurde das Bezirksamt wieder aufgelöst, seine Orte auf das Bezirksamt Engen sowie das neu errichtete Bezirksamt Donaueschingen verteilt.

## Orte und Einwohnerzahlen

### 1825

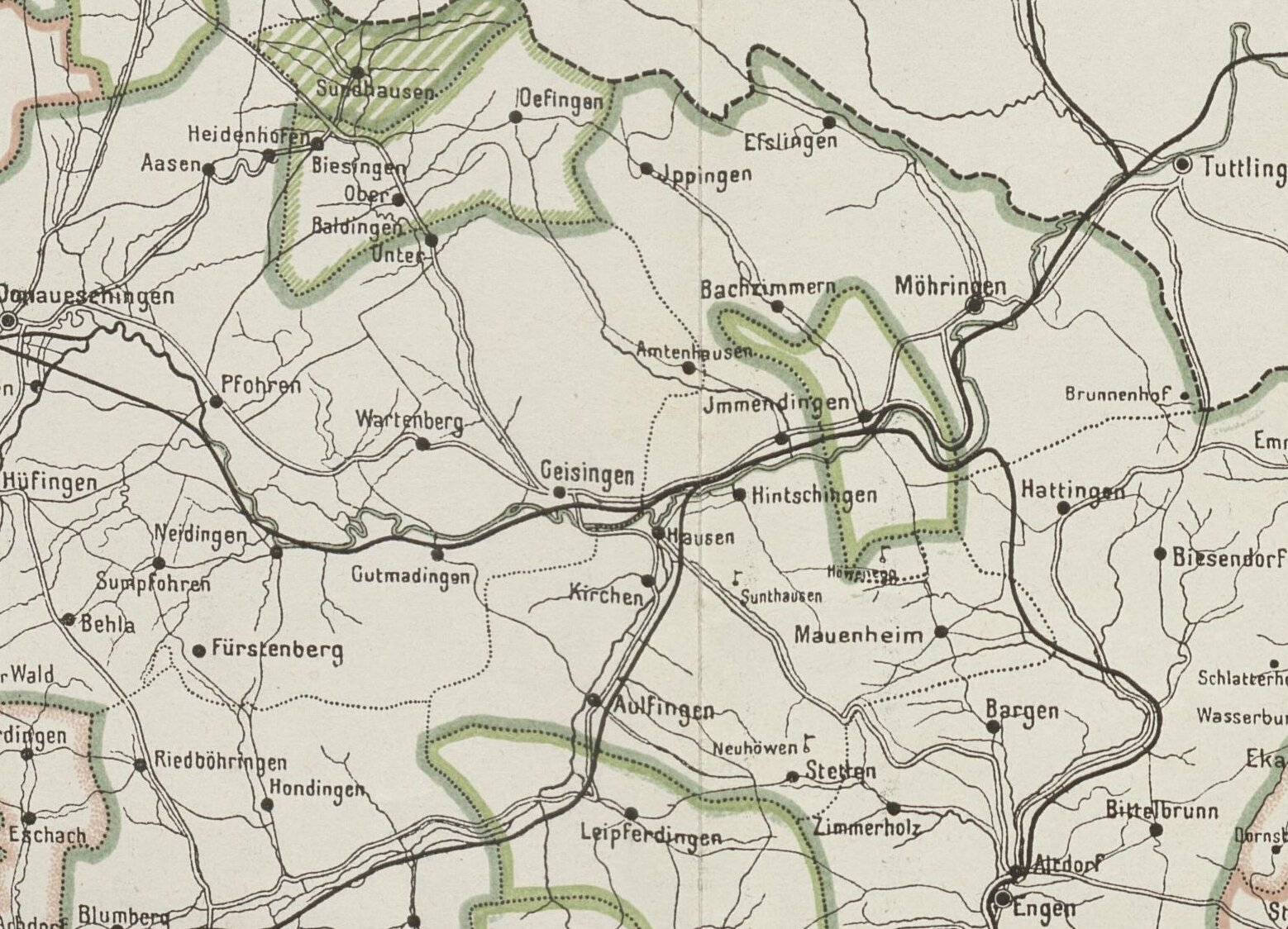
Orte des Bezirksamtes Möhringen

1825 lag die Einwohnerzahl bei 5.853.

### 1834
1834 wurde von 6.523 Menschen berichtet, die im Gebiet des Bezirksamtes lebten. Sie verteilten sich auf diese 14 Gemeinden:
- Möhringen: 1.172
- Aulfingen: 430
- Eßlingen: 242
- Geisingen: 1.060
- Gutmadingen: 349
- Kirchen und Hausen: 491
- Hintschingen: 144
- Immendingen: 650
- Ippingen: 447, davon in 
  - Bachzimmern: 117
- Mauenheim: 349
- Stetten: 238
- Unterbaldingen: 413
- Wartenberg: 88
- Zimmern: 367, davon in
  - Amtenhausen und Thalhof: 71

### Verteilung bei der Auflösung
Bei der Auflösung kamen
- zum Bezirksamt Engen: Möhringen, Amtenhausen, Aulfingen, Kirchen und Hausen, Hintschingen, Immendingen, Mauenheim, Stetten und Zimmern
- zum Bezirksamt Donaueschingen: Geisingen, Gutmadingen, Unterbaldingen, Wartenberg, Ippingen, Bachzimmern und Eßlingen

## Übergeordnete Behörden
Die, im Rahmen der Verwaltungsgliederung des Landes, übergeordneten Behörden waren stets in Konstanz ansässig. Es waren zunächst der alte und ab 1832 der neue Seekreis.

## Leiter der Verwaltung
Die Leitung der Verwaltung, mit unterschiedlichen Titeln, hatten inne:
- 1824 bis 1834 Franz Alois Würth
- 1835 bis 1840 Wilhelm Würth
- 1842 bis 1843 Sebastian Frey

## Weitere Entwicklung
Das Bezirksamt Engen wurde 1936 aufgeteilt, nun kamen auch die dorthin abgegebenen Gemeinden zum Bezirksamt Donaueschingen. Aus ihm ging 1939 der Landkreis Donaueschingen hervor. Er wurde Anfang 1973 aufgelöst, dabei kamen Möhringen und Umgebung zum Landkreis Tuttlingen. Zugleich wurde Möhringen in die Kreisstadt Tuttlingen eingemeindet.